# Fernando do Amaral
Fernando Monteiro do Amaral GCC (Lamego, Cambres, 13 de janeiro de 1925 – Lamego, 26 de janeiro de 2009) foi um político português.

## Biografia
Filho de João Lopes do Amaral e de sua mulher Maria Hortênsia Monteiro, licenciou-se em direito pela Faculdade de Direito da Universidade de Lisboa e trabalhou como advogado.
Foi vereador e presidente da Assembleia Municipal da Câmara Municipal de Lamego.
Foi deputado à Assembleia Constituinte, entre 1975 e 1976, e à Assembleia da República Portuguesa nas legislaturas iniciadas em 1976, 1977, 1978 1979 e 1980, pelo Partido Social Democrata.
Exerceu o cargo de Ministro da Administração Interna no VII Governo Constitucional e, mais tarde, o cargo de Ministro-Adjunto do Primeiro-Ministro Francisco Pinto Balsemão no VIII Governo Constitucional.
Foi eleito vice-presidente da Assembleia da República Portuguesa de 8 de Junho de 1983 a 24 de Outubro de 1984 e o 7.º presidente da Assembleia da República Portuguesa de 25 de Outubro de 1984 a 12 de Agosto de 1987. Foi, também, designado, por inerência, Membro do Conselho de Estado, na qualidade de Presidente da Assembleia da República, durante o mesmo período.
De 1987 a 1989 foi igualmente membro da Assembleia Parlamentar do Conselho da Europa, da qual também se tornou Vice-Presidente.
Foi provedor da Santa Casa da Misericórdia de Lamego.

### Condecorações
- Grã-Cruz da Ordem Militar de Cristo de Portugal (13 de Novembro de 1987)[1]
- Grã-Cruz da Ordem do Libertador da Venezuela (18 de Novembro de 1987)[2]

## Funções governamentais exercidas
- VII Governo Constitucional
  - Ministro da Administração Interna
- VIII Governo Constitucional
  - Ministro adjunto do Primeiro-Ministro